# Біхарія (комуна)
Біхарія (рум. Biharia) — комуна у повіті Біхор в Румунії. До складу комуни входять такі села (дані про населення за 2002 рік):
- Біхарія (3184 особи) — адміністративний центр комуни
- Кауачеу (676 осіб)

Комуна розташована на відстані 442 км на північний захід від Бухареста, 8 км на північ від Ораді, 133 км на захід від Клуж-Напоки.

## Населення
За даними перепису населення 2002 року у комуні проживали 5870 осіб.
Національний склад населення комуни:
| Національність            | Кількість осіб | Відсоток |
| ------------------------- | -------------- | -------- |
| угорці                    | 5041           | 85,9%    |
| румуни                    | 712            | 12,1%    |
| цигани                    | 102            | 1,7%     |
| німці                     | 8              | 0,1%     |
| словаки                   | 2              | < 0,1%   |
| не вказали національність | 2              | < 0,1%   |

Рідною мовою назвали:
| Мова      | Кількість осіб | Відсоток |
| --------- | -------------- | -------- |
| угорська  | 5144           | 87,6%    |
| румунська | 693            | 11,8%    |
| циганська | 25             | 0,4%     |
| німецька  | 5              | 0,1%     |
| словацька | 2              | < 0,1%   |

Склад населення комуни за віросповіданням:
| Релігія                                       | Кількість осіб | Відсоток |
| --------------------------------------------- | -------------- | -------- |
| реформати                                     | 4080           | 69,5%    |
| римо-католики                                 | 670            | 11,4%    |
| православні                                   | 667            | 11,4%    |
| баптисти                                      | 287            | 4,9%     |
| адвентисти                                    | 33             | 0,6%     |
| греко-католики                                | 28             | 0,5%     |
| не релігійні                                  | 21             | 0,4%     |
| п'ятдесятники                                 | 19             | 0,3%     |
| бретрени                                      | 11             | 0,2%     |
| унітарії                                      | 8              | 0,1%     |
| лютерани (Синодально-пресвітеріанська церква) | 5              | 0,1%     |
| старообрядці                                  | 1              | < 0,1%   |
| не вказали релігію                            | 4              | 0,1%     |